# Trachycephalus nigromaculatus
Trachycephalus nigromaculatus är en groddjursart som beskrevs av Johann Jakob von Tschudi 1838. Trachycephalus nigromaculatus ingår i släktet Trachycephalus och familjen lövgrodor. IUCN kategoriserar arten globalt som livskraftig. Inga underarter finns listade i Catalogue of Life.